# Huso astgh
Huso astgh (în armeană Հուսո աստղ, în rusă Звезда надежды - Steaua speranței) este un film din 1978 bazat pe romanul istoric al lui Sero Khanzadyan, "Mkhitar Sparapet", despre lupta armenilor conduși de Mkhitar Sparapet împotriva cuceritorilor turci otomani în secolul al XVIII-lea. Se compune din două serii: "David-Bek" și "Mchitar Sparapet".

## În distribuție
- Armen Dzhigarkhanyan - Mchitar Sparapet
- Edisher Magalashvili - David Beck
- Minasyan Vaag Georgievich  - un episod
- Laura Gevorkyan - Satenik
- Sos Sargsyan - Movses
- Khoren Abrahamyan - Ter-Avetis
- Kote Daushvili - Barkhudar
- Hovakim (Akim) Galoyan - Abdulla Pasha
- Alla Tumanyan - Goar
- Lyudmila Oganesyan - Zarmmand
- Guzh Manukyan - Mihran
- Edgar Elbakyan - Phindz Artin
- Gegham Harutyunyan - Musi
- Avet Gevorkyan - Jafar
- George Aslanian - Murad-Aslan
- Rafael Saroyan - cocoșul
- Vladimir Abajian - Yesai
- Alexander Khachatryan - Nubar
- Koryun Grigoryan - Gorgi
- Valentin Margun - Hovakim
- Ruben Mkrtchyan - Paki
- Azat Gasparyan - Ghicit
- Pavel Makhotin - Colonele
- Elena Oganesyan - soția lui Artin
- Valentina Titova - episod
- Nikolai Grabbe - episod
- Nina (Nune) Guzalyan - un copil
- Artush Gedakyan - Masseur
- Ruben Movsesyan - Kot
- Hrayr Karapetyan - Bayandur
- Alisa Kaplandzhyan - episod
- Levon Batikyan - episod
- Armen Marutyan - episod
- Metaxia Simonyan - episod
- Vigen Stepanyan - episod
- Vrezh Petrosyan - episod
- Otar Ter-Hovhannisyan - episod
- Ishkhan Garibyan - episod
- A. Abrahamian - episod
- J. Garibyan - episod
- Peter Dnyan - episod
- Albert Zatikyan - episod
- Vahan Movsesyan - episod
- George Stamboltsyan - episod

## Echipa de filmare
- Regizat de: Edmond Keosayan
- Scriitori: Konstantin Isaev, Sero Khanzadyan
- Operator: Mikhail Ardabyevsky
- Artist: Stepan Andranikyan
- Compozitor: Edgar Oganesyan

## Date tehnice
- pentru prima dată pe ecran - 15 octombrie 1978

## Fapte interesante
- În 1943, filmul " David-Beck " a fost lansat pe același subiect.
- Valentin Marguni - singurul actor care a jucat în ambele filme.

## Onoruri
- În 1979, Edisher Magalashvili a primit titlul de Artist al Poporului din RSS Armeană pentru rolul lui David-Beck .

## Vezi și
- Armenfilm